# Preziosa (Smareglia)
Preziosa è un'opera di Antonio Smareglia su libretto di Angelo Zanardini. Fu rappresentata per la prima volta al Teatro Dal Verme di Milano il 20 novembre 1879.. Tra gli interpreti della première il soprano Giulia Valda (Preziosa), il tenore Luigi Maurelli e il baritono Enrico Serbolini.
L'opera, che comunque ebbe una buona accoglienza, è, insieme a Bianca da Cervia, una prova giovanile molto convenzionale di Smareglia, in cui è fortissima l'imitazione dello stile delle opere più popolari di Giuseppe Verdi. Più tardi Smareglia avrebbe rinnegato questi due lavori, considerandoli «spregevoli assurdità».

## Trama
L'azione ha luogo in Spagna nel XVII secolo. I primi due atti si svolgono a Madrid, il terzo a Guadarrama.

## Discografia
- Il preludio è compreso in: Antonio Smareglia: Ouvertures e Intermezzi; direttore Silvano Frontalini, Orchestra Sinfonica Lituana di Vilnjus; Bongiovanni GB2142 (1982).